# Emma Rodgers
Emma Rodgers (* 12. Mai 1988) ist eine neuseeländische Badmintonspielerin. 

## Karriere
Emma Rodgers wurde bei den Victoria International 2006 Dritte im Damendoppel mit Danielle Barry. Zwei Jahre später gewann sie Bronze im Mixed bei der Badminton-Ozeanienmeisterschaft 2008. 2008 nahm sie auch an der Frauenmannschaft-WM, dem Uber Cup 2008, teil. Bei den Waikato International 2008 wurde sie Dritte ebenso wie bei den Auckland International 2009, den Canterbury International 2010 und den Altona International 2010.